# 三期末劫
三期末劫是中國宗教一貫道教義中末世思想的一個劫變觀概念。一貫道的三期指青陽期、紅陽期、白陽期。一貫道教義主張末世論，而可藉由「求道」、「明師一指」獲得救贖。該教另外尚有「道劫並降」、「末後一著」、「末後收圓」、「天時緊急」、「雲城躲災」等末世思想概念。該教典籍提及“時值三期末劫，天道普傳在世，亦不分宗教與種族，不分貧賤富貴，皆可得求大道。”、“道本非時不降，非人不傳的，令為人心不古，造孽過多，積成古今未曾有的大浩劫，故吾佛曰：三期末劫，儒曰，日暮途窮，哲家曰，物質終僵，耶曰：世界末日。”